# اليد اليسرى للظلام
اليد اليسرى للظلام (بالإنجليزية: The Left Hand of Darkness)‏، هي رواية للكاتبة الأمريكية أورسولا لي غوين، نُشرت عام 1969، وتُصنف ضمن روايات الخيال العلمي. حصدت جائزتي السحابة الذهبية، وهوغو، عامي 1969و 1970 على التوالي.

## خلفية عن الرواية
تدور أحداث اليد اليسرى للظلام في عالم هينش الخيالي، والذي قدمته الغين في روايتها الأولى عالم روكانون، التي نُشرت في عام 1966. في هذا التاريخ الخيالي، لم يتطور البشر على الأرض، ولكن على هاين. استعمر سكان هاين العديد من أنظمة الكواكب المجاورة، بما في ذلك تيرا (الأرض) وجيهين، ربما قبل مليون سنة من بدء الروايات. كانت بعض المجموعات التي «زرعت» كل كوكب موضوعًا للتجارب الجينية، بما في ذلك في جيثين. بعد ذلك فقدت الكواكب الاتصال ببعضها البعض لأسباب لم يفسرها لي جوين. لا يروي الغين التاريخ الكامل لكون هينش في وقت واحد، بدلاً من السماح للقراء بتجميعه معًا من أعمال مختلفة. تحكي الروايات والأعمال الخيالية الأخرى التي تدور أحداثها في عالم هينيش الجهود المبذولة لإعادة تأسيس حضارة المجرة. يستخدم المستكشفون من هاين وكذلك الكواكب الأخرى سفنًا بين النجوم تسافر بسرعة الضوء تقريبًا. يستغرق هذا سنوات للتنقل بين أنظمة الكواكب، على الرغم من اختصار الرحلة للمسافرين بسبب تمدد الوقت النسبي، وكذلك من خلال الاتصال الفوري بين النجوم باستخدام جهاز انيسبل، وهو جهاز تم اختراعه خلال الأحداث الموضحة في المحرومين. [20] تُعرف هذه الحضارة المجرية باسم «عصبة كل العوالم» في الأعمال المحددة سابقًا في التسلسل الزمني للمسلسل، وقد أعيد بناؤها باسم «إيكومن» في الوقت الذي تحدث فيه أحداث اليد اليسرى للظلام. [20] خلال أحداث الرواية، كان ايكومن اتحادًا مكونًا من 83 عالمًا، مع بعض القوانين المشتركة. يتم استخدام «تجربتين فكرية» على الأقل في كل رواية. الأول هو فكرة أن جميع الأنواع البشرية لها أصل مشترك؛ تم تصويرهم جميعًا على أنهم من نسل مستعمري هانيش الأصليين. الفكرة الثانية خاصة بكل رواية. [18] تدور أحداث «اليد اليسرى للظلام» لقرون عديدة في المستقبل - ولم يتم ذكر تاريخ في الكتاب نفسه. اقترح المراجعون العام 4870 بعد الميلاد، بناءً على استقراء الأحداث في الأعمال الأخرى، والتعليق على كتاباتها من قبل الغين. [3] بطل الرواية، المبعوث جينلى أي، موجود على كوكب يسمى الشتاء («جيهين» بلغة شعبه) لإقناع المواطنين بالانضمام إلى ايكومن الشتاء، كما يشير اسمه، كوكب بارد دائمًا. [22] سكان جثين هم من ثنائيي الجنس؛ لمدة أربعة وعشرين يومًا (فترة تسمى سومر في كارهيدش، وهي لغة جثينية) من كل دورة قمرية مدتها ستة وعشرون يومًا، يكونون أندروجيني كامنين جنسياً. إنهم يتبنون سمات جنسية مرة واحدة في الشهر فقط، خلال فترة تقبل جنسي وخصوبة عالية، تسمى كيممير. أثناء كيمميريصبحون جنسيًا ذكورًا أو أنثى، دون أي ميل تجاه أي منهما، [23] على الرغم من أن الجنس الذي يتبنونه يمكن أن يعتمد على السياق والعلاقات. في جميع أنحاء الرواية، يوصف الجثينيون بـ «هو»، مهما كان دورهم في كيمر. أدى هذا الغياب للخصائص الجندرية الثابتة لو جين إلى تصوير جثين كمجتمع بلا حرب، وأيضًا بدون النشاط الجنسي كعامل مستمر في العلاقات الاجتماعية. [23] [22] في جثين، يشارك كل فرد في «عبء وامتياز» تربية الأطفال، ويكاد يكون الاغتصاب والإغواء غائبين. [22]

## القصة
تحكي الرواية أن رسول التحالف بين النجوم جيثين، جاء إلى النجوم في الشتاء القارس، في محاولة لإقناع دول الكواكب بالانضمام إلى التحالف. يصف الكتاب ثقافة فريدة من نوعها بشخوص ليس لديها هوية جنسية محددة، ويستخدمها لمناقشة قضايا مثل الجنس، والمجتمع، والحياة.
جين لي هي مُناورة أرسلها يي كو مانغ إلى جارسون، بهدف تشكيل تحالف مع الدول. لطالما سافر رسل يي كو مانغ بمفردهم وتصرفوا بهدوء لتجنب الخوف من غزو الحضارة التي تم الاتصال بها حديثًا، وغالبًا ما يتم التشكيك في هوية الرسول بسبب هذا (كيف يمكن للنجم الخارجي أن يقود الأسطول النجمي ويصل وأصوات قرع الطبول تحيط به)؟
مملكة كاهيد التي زارها لي في بداية الأمر لم تثق به، وبعد عامين، تم تحول زينلي إلى أورغو، وهي دولة كبيرة أخرى في قاسم، حيث تم الترحيب به في البداية بحرارة، ثم شارك في الصراع السياسي المحلي، حيث كان سجينًا سياسيًا وأُرسل إلى معسكر عمل.
ومع ذلك، ما زال هناك من يؤمن بزينيث على النجم. إسترافين هو رئيس الوزراء السابق ل (خاهيد)الذي تم نفيه من الملك عن غير قصد من أجل مساعدة. بعد أن هرب إلى أولغو، حيث تمكن من مساعدة زينيث بعدة طرق، بل وأنقذه من معسكر العمل وحده. كان السبب الذي دفع إستيفان بذل قصارى جهده لمساعدة مبعوث رابطة إيكومن لأنه شعر أن حضارة جيرسون ستار كانت تتطور إلى نقطة تحول معينة، حيث كانت أول حرب واسعة النطاق بين الدول على وشك الحدوث. من خلال الاتصال بعالم أوسع غير معروف، قد يتمكن شعب جيسين من إعادة النظر في أنفسهم والتوقف عن خلق صراعات غير ضرورية.

## الشخصيات

### جينلى آى
جينلى آي هو بطل الرواية، وهو ذكر مواطن من تيرا، أو الأرض، أُرسل إلى جيثن من قبل ايكومن باعتباره «أول متنقل» أو مبعوث. يطلق عليه كارهيدرز«جينرى»، الذين يجدون صعوبة في لفظ الحرف "L". يوصف بأنه أطول وأغمق من الجيثيني العادي. على الرغم من أنه فضولي وحساس للثقافة الجثينية من نواح كثيرة، إلا أنه يكافح في البداية من أجل الوثوق بمزدوجي الميول الجنسية. سلوكياته الذكورية، التي تعلمها على تيرا، أثبتت أيضًا أنها عائق أمام التواصل. في بداية الكتاب، كان على جثين لمدة عام، في محاولة للقاء مع الملك، وإقناع حكومة كارهيديش بتصديق قصته. وصل مزودًا بمعلومات أساسية عن اللغة والثقافة من فريق من المحققين الذين سبقوه. في كارهيد، الملك متردد في قبول بعثته الدبلوماسية. في أرجورين، يبدو أنه يتم قبول Ai بسهولة أكبر من قبل القادة السياسيين، ومع ذلك يجري القبض على آي ويجرد من ملابسه ويخدر ثم يرسل إلى معسكر عمل. بعد أن أنقذه إسترافن، رئيس الوزراء المخلوع في كارهيد، يدرك جينلى أن الاختلافات الثقافية - على وجه التحديد شيفجريثور وأدوار الجنسين والجنسية الجثينية - قد منعته من فهم علاقتهما في السابق. خلال رحلتهما التي استغرقت 80 يومًا عبر الأرض المتجمدة للعودة إلى كارهيد، يتعلم «آي» كيف يفهم ويحب إسترافن.

### استرافن
ثيرم هارث رم إر استرافن هو جثيني من منطقة استرفي أرض كيرم، في الطرف الجنوبي من نصف كارهيدش من القارة. وهو رئيس وزراء كارهيد في بداية الرواية، حتى نُفي من كارهيد بعد محاولته تسوية النزاع الحدودي مع وادي سينوت مع أورغورين. استرافن هو أحد الجثينيين القلائل الذين يؤمنون بآي، ويحاول مساعدته من البداية، لكن عدم قدرة Ai على فهم شفجريثور يؤدي إلى سوء تفاهم شديد بينهما. يقال إن اسرافن قد قام بما يسمى نذر كيمرنج «من المحرمات» (تعهد الحب) لأخيه، بينما كانا صغيرين. تتطلب الاتفاقية أن ينفصلوا بعد أن أنجبوا طفلًا معًا. بسبب النذر الأول، نذر ثانٍ قطعه إسترافين مع آش فورث، وهو شريك آخر، والذي كُسر أيضًا قبل الأحداث في اليد اليسرى، يسمى «العهد الكاذب، العهد الثاني». على النقيض من جينلى آي، يظهر استرافن بصفات ذكورية وأنثوية نمطية، ويُستخدم لإثبات أن كلا النوعين من الصفات ضروري للبقاء.

### ارجافين
هو ملك كارهيد خلال أحداث الرواية. وقد وصفه كل من رعاياه وإسترافين بأنه «مجنون». [34] لقد أنجب سبعة أطفال، لكنه لم ينجب بعد «وريثًا للجسد، أيها الملك الابن». [37] أثناء الرواية، أصبح حاملاً لكنه فقد الطفل بعد ولادته بفترة وجيزة، مما أثار التكهنات بشأن أي من أبنائه الأبناء سيتم تسميته وريثه. [38] سلوكه تجاه آي مرتاب باستمرار؛ على الرغم من أنه منح آي جمهورًا، إلا أنه يرفض تصديق قصته، ويرفض عرض الانضمام إلى ايكومن. تميل فترة رئاسة وزرائه إلى أن تكون قصيرة، مع صعود كل من إسترافين وتيبي وسقوطهما من السلطة خلال العامين الجثينيين اللذين امتدتهما الرواية. وافق ارجافين في النهاية على الانضمام إلى ايكومن بسبب التداعيات السياسية لموت استرافن وهروب جينلى آى من ارجوريفن.

### تايب
هو ابن عم ارجافين هارجى. يصبح تيبي رئيس وزراء كارهيد عندما يتم نفي إسترافين في بداية الرواية، ويصبح الوصي لفترة وجيزة عندما تكون أرغافين حاملاً. على عكس اسرافين، يبدو أنه عازم على بدء حرب مع اوجورين بسبب نزاع سينوث فالى؛ بالإضافة إلى اتخاذ إجراءات عدوانية على الحدود، فإنه يلقي بانتظام خطابات عدوانية في الراديو. إنه يعارض بشدة مهمة عاي. يأمر بقتل استرافن على الحدود في نهاية الرواية، كعمل تحدٍ أخير، مع العلم أن وجود استرافن وجينلى اى في كارهيد يعني سقوطه؛ استقال فور وفاة إسترافين.

### ابسل وييجاى وشوسجيس
هم كومنسيلس، ثلاثة من ثلاثة وثلاثين مستشارًا يحكمون ارجيرفن. ابسل وييجى عضوان في فصيل «التجارة المفتوحة»، اللذان يرغبان في تطبيع العلاقات مع كارهيد. ابسل هو مقاطعة سكيف، وكان رئيسًا للجنة التجارة البحرية هلرجاتة في ارثنرينج، حيث تعرف على استرافن. يصفه إسترافين بأنه أقرب شيء إلى شخص نزيه من بين السياسيين في ارجورين . ييجاى هو المتعايش الذي وجد استرافن لأول مرة أثناء منفاه، والذي يعطي استرافن وظيفة ومكانًا للعيش فيه ميسهنورى. شسجيسهو التعايش الذي يستضيف جينلى اى بعد وصول جينلى اى إلى ميهنورى، وهو عضو في الفصيل المعارض، الذي يدعم سارف، وشرطة ارجوتا السرية. على الرغم من أن ابسل وييجي يدعمان مهمة جينلى اى ، إلا أنهما يرانه وسيلة لزيادة نفوذهما داخل المجلس ؛ وهكذا خانوه في النهاية إلى الصرف ، من أجل إنقاذ أنفسهم. وسيطر فصيل التجارة المفتوحة على المجلس بعد أن أصبح وجود عاي في كارهيد معروفًا في نهاية الرواية.

## النقد
قت اليد اليسرى للظلام ردود فعل إيجابية للغاية منذ نشرها. في عام 1970 فازت كل من جائزة نيبولا ، التي قدمها كتاب الخيال العلمي في أمريكا ، وجائزة هوغو ، التي حددها عشاق الخيال العلمي. [22] [42] [43] في عام 1987، صنفتها مجلة أخبار الخيال العلمي والمجلة التجارية Locus في المرتبة الثانية بين «أفضل روايات SF على الإطلاق»، بناءً على استطلاع رأي المشتركين. [10] [ج] كانت الرواية أيضًا معلمًا شخصيًا لالغين ، مع النقاد وصفتها بأنها «أول مساهمة للنسوية». كان من أشهر كتبها لسنوات عديدة بعد نشره. [22] بحلول عام 2014، بيعت الرواية أكثر من مليون نسخة باللغة الإنجليزية
تم الإشادة بالكتاب على نطاق واسع من قبل المعلقين من النوع والنقاد الأكاديميين والمراجعين الأدبيين. أشاد كاتب الخيال العلمي الزميل ألجيس بدريس بالرواية ووصفها بأنها "قصة محققة بالكامل ، مقنعة للغاية ، تم تنفيذها ببراعة". وجد الكتاب "رواية كتبها كاتب رائع ، حكاية مقنعة تمامًا عن الخطر البشري والسعي في ظل ظروف يمكن فيها تصوير الحب البشري ، وعدد من الصفات الإنسانية الأخرى ، في سياق جديد". [45] كتب داركو سوفين ، أحد أوائل الأكاديميين الذين درسوا الخيال العلمي ، أن اليد اليسرى كانت "أكثر روايات العام تميزًا"، [43] وتعتبر شارلوت سبيفاك أن الكتاب قد رسخ مكانة الغين ككاتبة رئيسية في مجال الخيال العلمي . [6] في عام 1987 وصف هارولد بلوم "اليد اليسرى للظلام" بأنها "أفضل أعمال لو جوين حتى الآن"، وجادل بأن النقاد يقللون من قيمتها بشكل عام. [8] تبع بلوم ذلك بإدراج الكتاب في كتابه الشريعة الغربية (1994) كواحد من الكتب في مفهومه للأعمال الفنية التي كانت مهمة ومؤثرة في الثقافة الغربية. في رأي بلوم ، "لقد رفع الغين ، أكثر من تولكين ، الخيال إلى أدب رفيع في عصرنا
علق النقاد أيضًا على التأثير الواسع للكتاب ، حيث استشهد به كتّاب مثل بدريس باعتباره تأثيرًا على كتاباتهم. بشكل عام ، تم التأكيد على أن العمل كان مؤثرًا على نطاق واسع في مجال الخيال العلمي ، حيث زعمت مجلة باريس ريفيو أنه «لا يوجد عمل واحد قد فعل أكثر من اليد اليسرى للظلام». جادلت دونا وايت ، في دراستها للأدب النقدي في الغين ، بأن اليد اليسرى كانت واحدة من الأعمال الأساسية للخيال العلمي ، بنفس أهمية فرانكشتاين ، لماري شيلي ، والتي غالبًا ما توصف بأنها أول رواية خيال علمي. [ 43] كتبت سوزان ريد أنه في الوقت الذي كُتبت فيه الرواية ، كانت أفكار لو جوين عن أندروجيني فريدة ليس فقط في الخيال العلمي ، ولكن للأدب بشكل عام.
كانت اليد اليسرى محور النقد الأدبي لعمل لو جوين ، جنبًا إلى جنب مع روايات بحر الأرض والخيال الطوباوي. كانت الرواية محور نقاش نسوي عندما صدرت عام 1969. [48] اعترض أليكسي بانشين على استخدام ضمائر المذكر «هو / هو / له» لوصف شخصياتها المخنثين ، ووصف الرواية بأنها «فشل ذريع». [43] أكدت نسويات أخريات أن الرواية لم تذهب بعيدًا بما يكفي في استكشافها للجندر. كما تم توجيه النقد أيضًا إلى تصوير الشخصيات المخنثوية في الأدوار «الذكورية» للسياسيين ورجال الدولة ولكن ليس في الأدوار الأسرية. [49] سارة ليفانو ، على سبيل المثال ، كتبت أن لو جوين أعادت ظهرها لفرصة التجريب. وذكرت أن «هؤلاء الأبطال الذكور بأزمات هويتهم ، الواقعين في قبضة الفردانية الليبرالية الخانقة ، يشكلون عبئًا ثقيلًا في قلب الرواية». [50] ردت لو جين ، التي تعرف بأنها نسوية ، على هذه الانتقادات في مقالها «هل النوع الاجتماعي ضروري؟» وكذلك عن طريق تبديل ضمائر المذكر إلى ضمائر المؤنث في إعادة طبع لاحقًا لـ «ملك وينستر»، وهي قصة قصيرة غير متصلة تدور أحداثها في جيثن. [49] في ردودها ، اعترفت الغين بالفشل في تصوير الأدوار الأنثوية النمطية في الأدوار الأنثوية ، لكنها قالت إنها فكرت وقررت عدم اختراع ضمائر محايدة بين الجنسين ، لأنها ستفسد لغة الرواية. في خاتمة إصدار الذكرى السنوية الخامسة والعشرين للرواية ، ذكرت أن رأيها في الأمر قد تغير ، وأنها كانت «مسكونة بالضمائر». [51]

## مواصفات النجم جارسون
متوسط الطول أقصر قليلاً من متوسط طول الأشخاص على الأرض، بشعر ناعم كثيف وعيون مائلة. لون البشرة ما بين البني المائل إلى الصفرة والبني المحمر، مع جسر أنف مرتفع وأنف ضيق وتجويف أنفي ضيق، مناسب لاستنشاق الهواء المتجمد.
لا يوجد جنس محدد ل النجم جارسون، فهو يشبه الخنثى. تبلغ مدة الدورة الجنسية العامة حوالي ستة وعشرين إلى ثمانية وعشرين يومًا ، وأول واحد وعشرين يومًا أو اثنين وعشرين يومًا هي فترة «الزوما»، ولا توجد خصائص جنسية في هذا الوقت. في بداية مرحلة كاما ، ستكون هناك حوافز جنسية قوية، لكن التمايز بين الجنسين لم يظهر بعد. إذا كنت على اتصال بأشخاص ممن ينتمون إلى مرحلة كاما، فستبدأ في أن تصبح ذكوريًا أو أنثويًا، وسيتحول الشخص الآخر إلى دور جنساني آخر. مرحلة الأخيرة هي الذروة، وتعرف ب «سوكاما»، حيث يصل الدافع الجنسي أو القدرة الجنسية إلى أعلى نقطة، وبعد حوالي من يومين إلى خمسة أيام، ستعود إلى مرحلة «زوما» في غضون ساعات قليلة.
إذا كانت الأنثى حامل، فإن فترة الحمل والرضاعة سوف تحافظ على تأنيثها. وبسبب هذه الخاصية الفسيولوجية، يُنسب النسل إلى الأم، وتسمى الأم الحاضنة.
تبلغ فترة الكارما مع حوالي ثلاثة أو أربعة في المائة من السكان البالغين مبلغها، مما يؤدي إلى حدوث اضطرابات في الغدد الصماء، ويميل الجسم إلى التمايز الجنسي. حيث يطلق عليهم «خنثى»، ويصبحوا غير قادرين على إنجاب أطفال. يمكن استخدام الأدوية الهرمونية للسيطرة على التحيز الجنسي خلال فترة الكارما، وهناك أيضًا أدوية تقستخدم في تثبيط فترة الكارما.